# Alexandre Sergueïevitch Ksenofontov
Alexandre Sergueïevitch Ksenofontov (en russe : Александр Сергеевич Ксенофонтов), né le 29 août 1894 dans l'Empire russe et mort le 23 août 1966 en URSS, est un militaire soviétique, Lieutenant-général et homme politique.

## Biographie
Il termine l'école secondaire en 1909 et travaille comme tapissier dans une manufacture de meubles. En 1913, il rentre dans l'armée et étudie dans une école de sous-officiers. De février 1915 à octobre 1917, il participe aux batailles sur les fronts de la Première Guerre mondiale comme commandant de peloton au grade de sous-officier. Il participe à l'offensive Broussilov en Galicie. Lors de la Révolution de Février, il se situe à Kiev. Il participe à la Révolution d'octobre et participe à la bataille de Bakhmatch.
En mai 1919, il est admis dans l'Armée rouge. Il obtint son diplôme d'officier et est nommé commandant d'une compagnie de carabiniers dans le 1er régiment d'infanterie de Simbirsk. Durant la guerre civile russe, il participe aux batailles contre les troupes de l'amiral Alexandre Koltchak. Il participe aux batailles pour Tobolsk, Ichim, Omsk, Krasnoïarsk et Irkoutsk.
De 1923 à 1929, il devient commandant de compagnie puis commandant de bataillon à Kazan. En 1929, il est diplômé d'une école supérieur d'officiers et rejoint le Komintern. En 1931, il commande le 221e régiment d'infanterie de la 74e division d'infanterie. De 1931 à 1934, il commande le 82e régiment de montagne de la 28e division d'infanterie du district militaire dans la District fédéral du Caucase du Nord.
De 1934 à 1940, il commande le 61e régiment d'infanterie de la 21e division d'infanterie. En 1940, il commande la 21e division d'infanterie du 43e corps d'armée et participe à la guerre sino-japonaise (1937-1945), il participe à la Bataille du lac Khassan.
Le 22 juin 1941, durant l'opération Barbarossa durant la Seconde Guerre mondiale, il est membre de l'armée du Nord et commande le 22e corps d'armée. Son corps se bat à Kaunas et à Vilnius et doit battre en retraite. En juillet, son corps se situe dans la région de Chimsk. Le 13 septembre 1941, il est grièvement blessé et évacué à l'hôpital. Après sa sortie d'hôpital en décembre 1941, il est nommé commandant adjoint de la 3e Armée. Le 9 janvier 1942, la 3e armée avance de près de 200 kilomètres vers l'ouest et atteint la ville de Kholm. Le 3 mai 1942, il est nommé commandant de la 53e Armée et combat sur le front Nord-Ouest. En novembre 1942, la 53e armée tenait la défense à l'est de Novgorod. En novembre 1942, il est transféré sur le front occidental. Le 4 novembre, il est nommé commandant adjoint de la 16e armée. En mai 1943, il est nommé commandant adjoint de la 16e armée du Front de l'Ouest. En juillet 1943, l'armée est rebaptisée la 11e armée le 12 juillet 1943 l'armée participe à la Bataille de Koursk. Durant l'opération Bagration, en 1944, il est assistant du commandant du premier front balte. En 1944, le 54e corps d'armée prend Sovetsk (oblast de Kaliningrad). Le 29 janvier 1944, le 54e corps s'empare de la ville de Polessk. Le 13 avril 1944, le corps antre Königsberg,.
En juin 1945, il est envoyé en d'Extrême-Orient. Il participe à l'invasion soviétique de la Mandchourie et à l'invasion de Sakhaline et l'invasion des Îles Kouriles.

## Décorations
- Ordre de Lénine
- Ordre du Drapeau rouge
- Ordre de Souvorov 2 degrés
- Ordre de l'Étoile rouge